# Sida Info Service
 (janvier 2019).
Sida Info Service (SIS) est une association française qui met à disposition du public plusieurs lignes téléphoniques, ainsi que des canaux numériques, pour s’informer sur le virus de l’immunodéficience humaine (VIH), le syndrome d'immunodéficience acquise (SIDA), les infections sexuellement transmissibles (IST), mais également sur les hépatites et les questions liées à l'orientation sexuelle et d'identité de genre.
Progressivement l’objectif initial de prévention et d'information s’est étendu aux problématiques connexes liées à l’infection par le VIH et à des pathologies inhérentes aux risques sexuels, aux maladies chroniques, à l’exercice des droits des personnes et des malades, à leur soutien et leur accompagnement. Exerçant dans le cadre d’une mission d’intérêt général, Sida Info Service, devenue en 2011 SIS Association, est un partenaire des politiques de santé publique et joue un rôle privilégié à l’interaction de la santé publique et de la santé communautaire.

## Origines
L'association a bénéficié d'expériences préalables, tant en ce qui concerne la place de l'écoute téléphonique dans la lutte contre le VIH/SIDA que du point de vue du souci éthique sur lequel repose son fonctionnement depuis sa création.
En 1985, l’association AIDES avait monté un service d'écoute téléphonique dans le cadre d’une permanence fonctionnant tous les jours de 19h à 23h. Dès 1988, les responsables se sont aperçus qu'ils ne pouvaient plus faire face à la pression des demandes faute de subventions. Après un long silence, les pouvoirs publics ont pris pleinement conscience de l'enjeu. Début 1990, l'AFLS (Agence Française de Lutte contre le SIDA) et AIDES ont rédigé le cahier des charges d’un nouveau service de relation d’aide à distance : Sida Info Service. Pierre Kneip, alors responsable bénévole de la permanence téléphonique de AIDES Île-de-France, est devenu le premier directeur de la nouvelle association.

## Historique
Cette section ne s'appuie pas, ou pas assez, sur des sources secondaires ou tertiaires indépendantes du sujet.

Pour l'améliorer, ajoutez-en, ou placez des modèles {{Source secondaire souhaitée}} ou {{Source secondaire nécessaire}} sur les passages mal sourcés. (août 2023)
Sida Info Service a donc été créée les 23 octobre 1990 par l'Agence Française de Lutte contre le SIDA en partenariat avec AIDES. Il s’agit d’un numéro gratuit accessible 24 h sur 24 et 7 jours sur 7. Le premier Numéro Vert est le 05 36 66 36. Huit pôles d’écoute répondent alors : Lille, Rennes, Bordeaux, Montpellier, Marseille, Grenoble, Strasbourg et Paris. 50 personnes sont salariées de l’association tandis que 300 bénévoles, tous volontaires de AIDES, complètent le dispositif pour répondre spécifiquement sur la tranche 19h-23h.
Le 13 novembre 1990, Sida Info Service décroche son premier appel. L'anonymat, la confidentialité, le non-jugement et la gratuité définissent l'éthique fondamentale des écoutants de Sida Info Service. Les premières semaines, plus de 1000 appels affluent chaque jour. Le millionième appel sera passé en 1993, signe que le public est en forte demande d'informations mais également de soutien. Cette même année il apparait nécessaire de développer, en parallèle du dispositif d’origine, des dispositifs particuliers afin de répondre à des demandes plus complexes. C’est ainsi que la ligne Sida Info Droit est créée en novembre 1993 tout comme Écoute Santé, qui permet à l’association de quitter le champ spécifique du VIH/SIDA pour s’ouvrir à d’autres urgences de santé publique.
Dès 1993, il est apparu nécessaire de développer, en parallèle du numéro gratuit et anonyme de Sida Info Service, des dispositifs particuliers : 
- en 1993, Sida Info Droit ;
- en 1996, VIH Info Soignants ;
- en 1997, Ligne Azur, Ligne 6 et Ligne de vie ;
- en 1999, Hépatites Info Service ;
- depuis 1993, le dispositif Écoute Santé permet à SIS Association de répondre à des urgences en matière de santé publique, à la demande des autorités de santé publique ou des différentes agences sanitaires françaises.

En juillet 1994, un service Minitel ouvre - 36 15 SIDAINFO - tandis que le premier site web est mis en ligne en 1997.
Le 2 décembre 1995, au lendemain de la 6ème journée mondiale de lutte contre le SIDA, Pierre Kneip, premier directeur et fondateur de l’association, meurt du SIDA.

Le 18 octobre 1996, le numéro vert du dispositif Sida Info Service change : le 05 36 66 36 devient le 0 800 840 800.

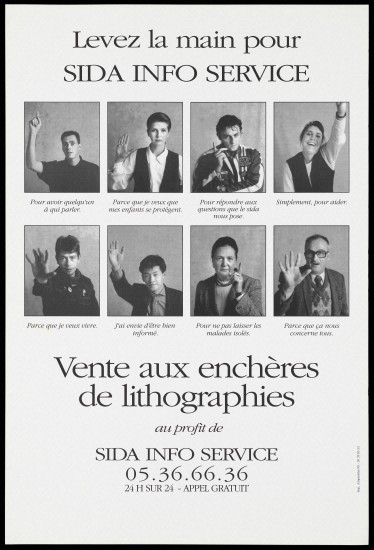
L'une des premières campagnes de Sida Info Service, au début des années 1990

De 2001 à 2005, SIS souhaite donner une réponse de qualité eu égard au contexte spécifique des migrants. Ce dispositif avait pour objectif d’apporter des réponses en langues étrangères (anglais, arabe, bambara, espagnol et russe) à une population migrante de plus en plus touchée par le VIH/sida et pour qui l’accès à l’information en matière de santé et de soins est particulièrement difficile.
En mai 2002, la ligne Contraception IVG Aquitaine est ouverte : il s’agit d’une ligne d’information, d’orientation et d’écoute qui s’adresse à toute personne concernée par la contraception ou l’interruption volontaire de grossesse. Elle est aujourd'hui étendue à la région Limousin.
L'information relative aux droits des malades est également une priorité et fait l'objet d'approches spécifiques parmi les actions de SIS. Dans ce but a été lancé en mars 2004 le dispositif Droit des Malades Info.
L'adaptation aux évolutions de l'épidémie et à certaines nouvelles problématiques de santé publique reste une priorité de SIS. Les besoins du public concernant le VIH/sida évoluent fortement, notamment du fait des nombreuses avancées techniques (traitements, modes de dépistage), mais aussi parce que l'épidémie se poursuit, et que certaines populations (homosexuels masculins, migrants, femmes) restent très concernées. Par ailleurs, de nouvelles problématiques de santé publique suscitent de nouveaux besoins : certaines présentent des similitudes avec l'infection à VIH (hépatites, Infections sexuellement transmissibles), d'autres apparaissent ponctuellement avec parfois une grande acuité (contamination en milieu de soins).
En février 2016, Sida Info Service se déclare en cessation de paiement et demande à être placée en redressement judiciaire. Un rapport d'expertise de novembre 2015 montre de lourdes failles dans la gestion de l'association et constate un « manque de transparence», des « lacunes comptables », ainsi que des « risques juridiques pouvant aller jusqu'à l'emprisonnement ».
Par jugement en date du 18 mai 2017, le Tribunal de Grande Instance de Paris valide un plan de redressement par voie de continuation présenté par SIS Association. Cette décision entérine la sortie définitive de redressement judiciaire de l’association, qui avait été décidé le 10 mars 2016.
Depuis le 21 septembre 2016, le docteur Arame Mbodje est directrice de l'association.

## Actions
Cette section ne s'appuie pas, ou pas assez, sur des sources secondaires ou tertiaires indépendantes du sujet.

Pour l'améliorer, ajoutez-en, ou placez des modèles {{Source secondaire souhaitée}} ou {{Source secondaire nécessaire}} sur les passages mal sourcés. (août 2023)

### Actions régionales
Depuis 1990, l’association SIS est présente sur l’ensemble du territoire national grâce à l’implantation de pôles d’écoute régionaux et de délégations départementales ou régionales. Ce souci d’être présent au niveau local, en particulier dans les régions les plus touchées par l’épidémie, répond au double objectif d’optimisation des services rendus au niveau national et de notoriété des services téléphoniques. Ceci permet à SIS d’être un véritable acteur dans le champ de la santé publique, initiateur d’actions spécifiques, tant au niveau régional que départemental.

### Actions internationales
Créé en 1998 et animé par cette structure, le réseau européen ENAH fédérait les dispositifs de téléphonie sociale spécifiques au VIH/sida dans les autres pays d’Europe. Il permettait la coopération et le partage d’expériences, ainsi qu’une meilleure visibilité au niveau européen. Dans ce cadre, SIS a résolument pris le parti d’engager des actions internationales de transfert de compétences et de coopération avec des partenaires extérieurs nécessitant une aide soit au renforcement du dispositif téléphonique existant, soit à la création d’un service d’écoute autonome.
SIS par exemple a fortement soutenu (conseils, aide technique et formation) la création de Allo Info Sida au Maroc en 2002. Plusieurs projets de coopération sont aujourd’hui parallèlement en cours de développement au Cameroun, au Cambodge, en Pologne et à l’île Maurice.
En janvier 2004, SIS a rejoint la plate-forme ELSA, originellement créée par cinq associations de lutte contre le sida françaises en mars 2002 avec le soutien financier du Ministère des Affaires Étrangères.
Jusqu'en juin 2016, l’action de Sida Info Service, grâce à sa branche SIS-International, a consisté à appuyer la création de dispositifs de relation d’aide à distance (RAD) nationaux ou locaux, ou à renforcer les dispositifs existants. SIS-International a soutenu 14 dispositifs de relations d’aide à distance en santé dans 14 pays partenaires et a participé en 2012 à la création du Consortium International de Relation d’Aide à Distance (CIRAD) avec 10 pays d’Afrique francophone.

### Actions de restitution
Pour assurer sa mission de restitution tant dans le domaine du VIH, des hépatites, des IST, des pathologies associées que de la contraception, de l'IVG et de la sexualité, l'association Sida Info Service s'appuie sur un Observatoire. Ce service entretient un lien étroit avec l'ensemble des services de l'association et plus particulièrement avec les équipes d'écoute qui recueillent les données qualitatives et quantitatives à partir de fiches d'appel.

### Campagnes de prévention
L'association s'associe à d'autres partenaires pour la réalisation des compagnes publicitaires de grande ampleur.
2002-2003 : Make Love ; la campagne choc initiée par le magazine Entrevue a pour support des affiches, des sacs en plastique, des cartes postales et des spots radiodiffusés. L'association fait appel au photographe Philippe Robert pour réaliser des images des couples improbables de personnalités telles que Marc-Olivier Fogiel et Ariane Massenet posant nus dans des poses érotisées.

## Financement
Avant son placement en redressement judiciaire, l'association s'était plainte de la réduction. Sa subvention provenant de l'Institut national de prévention et d'éducation pour la santé (Inpes) avait été ramenée à 5 millions d'euros depuis plusieurs années.
Une expertise conduite en 2015 à la suite du droit d'alerte du comité d'entreprise révèle de nombreuses failles dans la gestion de l'association. Elle met notamment en évidence une gestion tendue du budget de l'association qui semble compter sur chaque versement de la subvention de l'INPES, représentant 90 % du budget de l'association, pour rétablir l'équilibre de ses finances.